# 기후변화가 인류보건에 미치는 영향

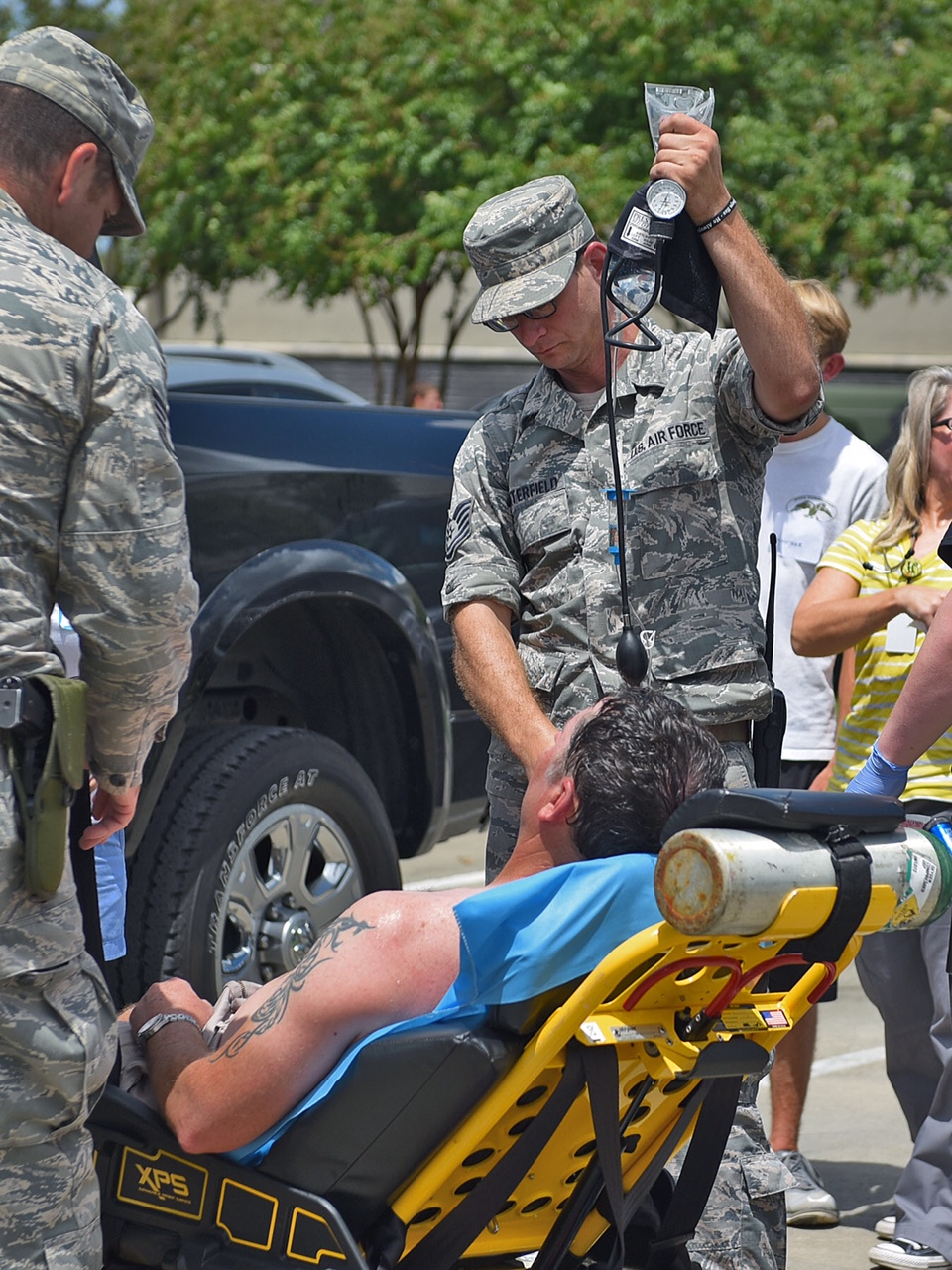
2016년 루이지애나 홍수 당시 열사병 치료. 기후 변화는 폭염을 자주 일어나게 해 열사병의 위험을 높인다.

기후변화가 인류보건에 미치는 영향은 점점 더 잘 연구되고 정량화되고 있다. 기온 상승과 기상 패턴의 변화는 폭염, 산불, 가뭄, 홍수, 산사태, 허리케인 및 기타 부상 및 질병 원인의 빈도와 심각성을 증가시키고 있다. 폭염과 기상이변은 건강에 직간접적으로 큰 영향을 미친다. 고온 노출의 직접적인 결과로 질병, 실외 근로자의 노동 능력 감소, 열 관련 사망률이 있다.
직접적인 영향 외에도 기후변화와 기상이변은 생물권에 변화를 일으킨다. 일부 지역에서는 기후에 민감한 병원체와 매개체에 의한 질병이 증가할 수 있다. 기온 변화는 뎅기열과 같은 모기 매개 질병과 설사 질환을 포함한 수인성 질병에 유리한 환경을 만들고 있다. 기후변화는 미래에 전염병이 퍼질 수 있는 곳에 영향을 미칠 것이다. 많은 전염병이 사람들이 이에 노출되지 않은 새로운 지역으로 퍼질 것이다.
기후변화는 일부 작물과 지역의 수확량 감소를 유발하여 식량 비용 증가, 식량 불안정 및 영양부족을 초래할 수 있다. 물 불안정도 추가적인 우려 사항이다. 빈곤, 이주, 폭력적인 갈등 및 정신 건강에 대한 부정적인 영향이 모두 발생하고 있다.
기후변화는 유아기부터 청소년기, 성인기 및 노년기에 이르기까지 모든 연령대에서 인류보건에 영향을 미친다. 연령, 성별 및 사회경제적 지위와 같은 요인이 이러한 영향이 인류보건에 광범위한 위험이 되는 정도에 영향을 미친다. 기상이변은 모든 가족, 특히 여성이 이끄는 가족에게 신체적 및 경제적 위험을 발생시킨다. 온도와 폭염은 개인과 가정의 소득 능력과 경제적 안정성에 영향을 미친다. 65세 이상의 인구는 열 및 다른 기후변화의 건강 영향에 특히 취약하다. 건강 위험은 전세계에 불균등하게 분포되어 있다. 불리한 조건을 가진 인구는 기후변화 영향에 특히 취약하다.
기후변화의 건강 영향은 국제 공중 보건 정책 공동체의 관심사가 되고 있다. <란셋>은 2009년에 "기후변화는 21세기의 가장 큰 세계 건강 위협"이라고 말했다. 세계보건기구는 2015년에 이를 반복해 말했다. 호주 의료 협회는 2019년에 기후변화를 보건 비상 사태로 공식 선언했다.
연구에 따르면, 전세계의 보건 전문가들은 기후변화가 진실이고, 인간에 의해 발생하며, 지역 사회에서 점점 더 건강 문제를 야기하고 있다는 것에 동의한다. 또한 기후변화를 해결하기 위해 행동을 취하는 것이 공중 보건을 향상시킨다. 보건 전문가들은 사람들에게 건강상의 해악과 이를 해결하는 방법에 대해 알리고, 지도자들이 조치를 취하도록 로비하고, 집과 직장을 탈탄소화함으로써 행동할 수 있다. 연구에 따르면, 기후 변화를 단순한 환경 문제가 아닌 건강 문제로 제시하는 소통이 대중을 참여시킬 가능성이 높다.

## 건강 영향 개요

### 건강에 영향을 미치는 경로 유형
기후변화가 인류보건에 미치는 영향은 직접 효과와 간접 효과로 분류될 수 있다. 두 가지 효과는 모두 사회 역학과 상호작용한다. 효과와 사회 역학의 조합이 궁극적인 건강 결과를 결정한다.
- 직접적인 위험: 기상이변의 변화와 그로 인한 폭풍, 홍수, 가뭄, 폭염 및 산불 증가[2]
- 간접적인 위험: 생물권의 변화(예: 질병의 부담 및 질병 매개체의 재분배, 식량 가용성, 수질, 대기 오염, 토지 이용 변화, 생태학적 변화)를 통해 매개된다.
- 사회 역학: 연령 및 성별, 건강 상태, 사회경제적 지위, 사회 자본, 공중보건 인프라, 이동성 및 갈등 상태

이러한 건강 위험은 전세계에 걸쳐 여러 집단의 사람들 사이에서 다르다. 예를 들어 의료 서비스 제공 또는 경제 발전의 차이는 다른 지역에 있는 사람들에게 다른 건강 위험을 초래할 것이고, 저개발 국가는 더 큰 건강 위험에 직면한다. 많은 곳에서 낮은 사회경제적 지위와 성 역할의 조합은 기후 변화의 결과로 남성에 비해 여성에게 건강 위험을 증가시킨다.

### 일반 건강 및 안녕에 미치는 영향
기후변화가 건강과 안녕에 미치는 직접적 및 간접적 영향은 심혈관계 질환, 호흡기 질환, 감염, 영양부족, 정신 질환, 알레르기, 부상, 중독 등을 유발한다.
건강과 의료 제공은 홍수 등 기후 유발 사건으로 인한 의료 제도의 붕괴와 인프라의 손상에도 영향을 받을 수 있다. 따라서 기후 회복력이 있는 의료 제도를 구축하는 것이 우선이다.

### 정신 건강에 미치는 영향
기후변화는 정신 건강과 안녕에 부정적인 영향을 미칠 가능성이 있다. 취약한 인구와 기존에 심각한 정신 질환을 앓고 있는 사람들은 특히 영향을 많이 받는다. 기후변화의 심리적 영향에는 3가지가 있다. 직접적 영향에는 기상이변 노출로 인한 스트레스 관련 질환이 있다. 간접적 영향에는 영향 관찰 및 미래 위험에 대한 우려에 기초한 정서적 안녕에 대한 위협이 있다. 심리사회적 영향에는 더위 및 기후 관련 갈등의 만성적인 사회 및 공동체 영향이 있다.

## 열에 의한 영향
더 높은 지구 온도는 극단적인 열에 대한 취약성, 취약한 인구의 폭염에 대한 노출, 열과 신체 활동, 노동 능력의 변화, 열과 정서, 열 관련 사망률과 같은 측면에 영향을 미친다.

### 취약 인구의 열 관련 건강 영향
온열질환에 취약한 인구에는 저소득층, 소수 집단, 여성, 어린이, 노인, 만성 질환 및 장애가 있는 사람들이 포함된다.
기후변화는 폭염의 빈도 및 강도의 증가로 이어진다. 극심한 열에 대한 노출은 급성 신장 손상, 열사병, 임신 관련 합병증, 악화된 수면 패턴, 기저 심혈관 및 호흡기 질환의 악화와 관련이 있다. 또한 폭염은 만성 신장 질환(CKD)의 유행을 초래한다. 장기간의 열 노출, 신체적 활동 및 탈수는 CKD의 발병 요소이다.

### 열 관련 사망
극심한 더위에 노출되면 심혈관, 뇌혈관, 호흡기 사망률은 물론 모든 원인에 의한 사망률의 위험이 높아진다. 65세 이상 인구의 열 관련 사망은 2019년에 추정 345,000명으로 사상 최고치를 기록했다. 2003년 유럽 폭염의 결과로 7만 명 이상이 사망했다.
건물이 내부 온도를 조절하도록 더 잘 설계되거나 입주자가 문제에 대해 더 잘 교육받는다면 폭염으로 인한 사망을 줄일 수 있다.

### 노동 능력 감소
열 노출은 노동 능력에 영향을 미칠 수 있다. <란셋>에 따르면, 2021년에 열 노출로 인해 4,700억 시간의 잠재 노동이 손실되었다. 이는 1990년대보다 37% 증가한 수치이다. 저개발국 손실의 87%는 농업 부문에서 발생했다.

### 스포츠 및 야외 운동
더운 날씨는 운동에 참여할 가능성을 줄인다. 게다가 운동성 온열 질환은 부상과 죽음을 초래한다.

## 같이 보기
- 기후변화의 영향
- 보건 정책
- 의료제도